# Vieux tunnel sous l'Elbe
Pour l’article homonyme, voir Tunnel sous l'Elbe.

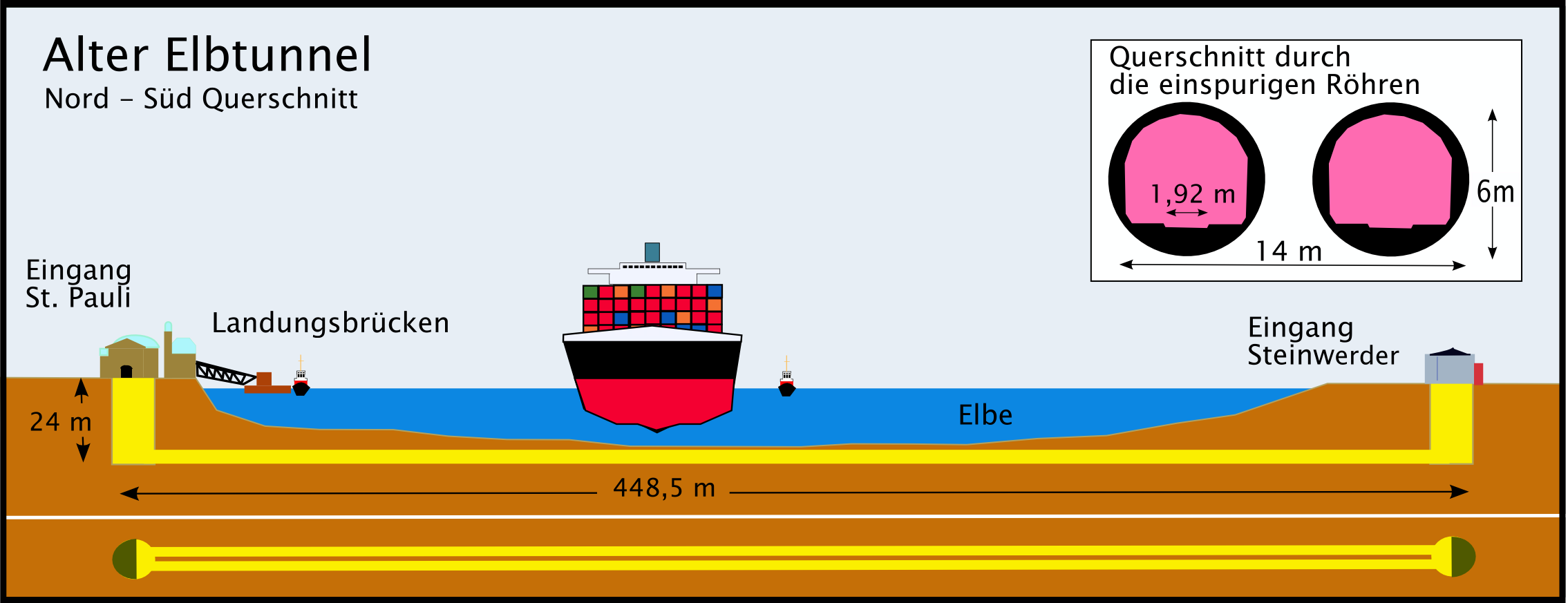
Coupe du vieux tunnel sous l'Elbe

Le Vieux tunnel sous l'Elbe  (en allemand : Alter Elbtunnel ou Sankt Pauli-Elbtunnel) est un ouvrage d'art construit en 1911 pour relier les deux rives de l'Elbe par voie souterraine, dans la ville de Hambourg en Allemagne.

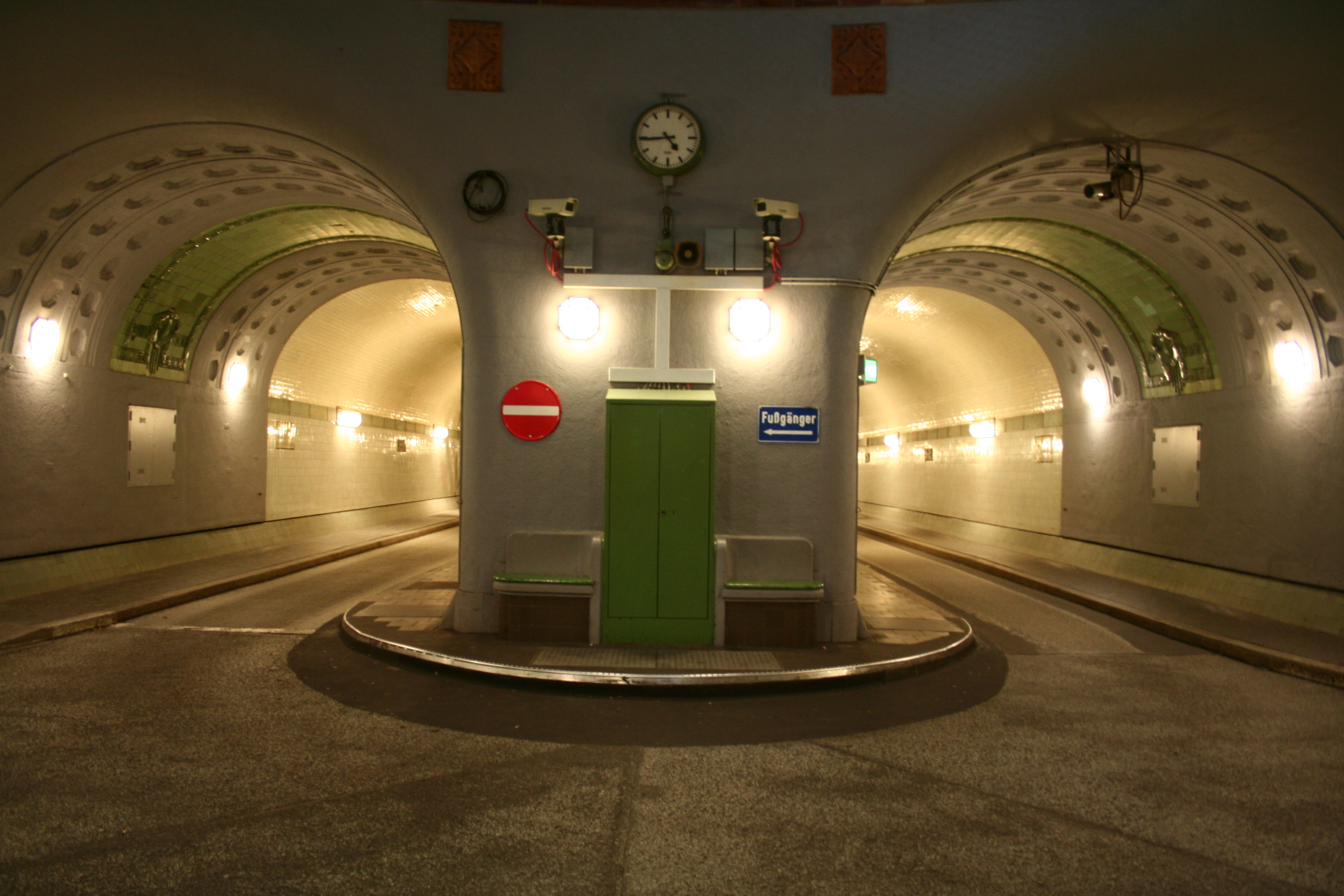
Galeries du tunnel.
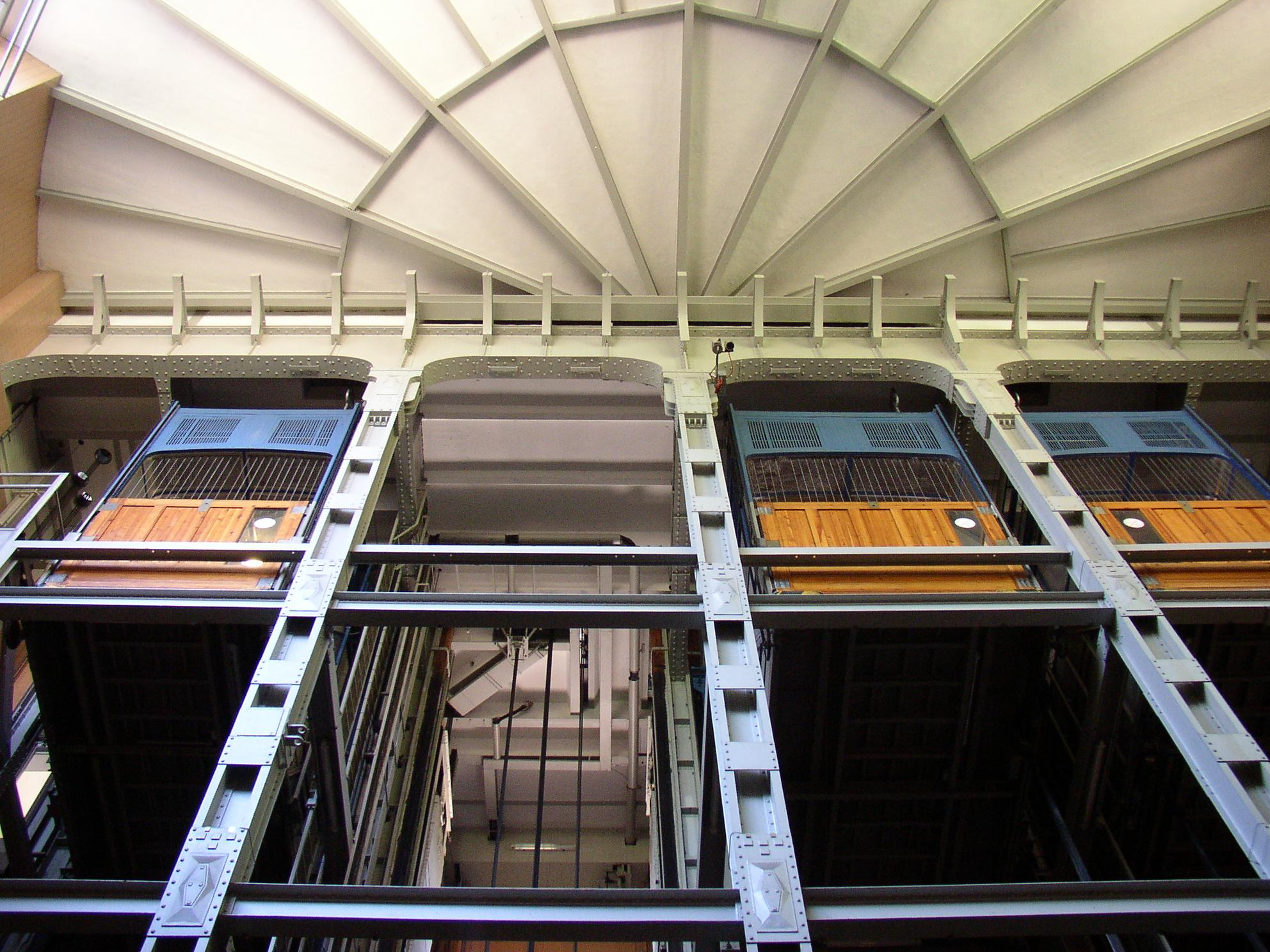
Ascenseurs d'accès au tunnel.
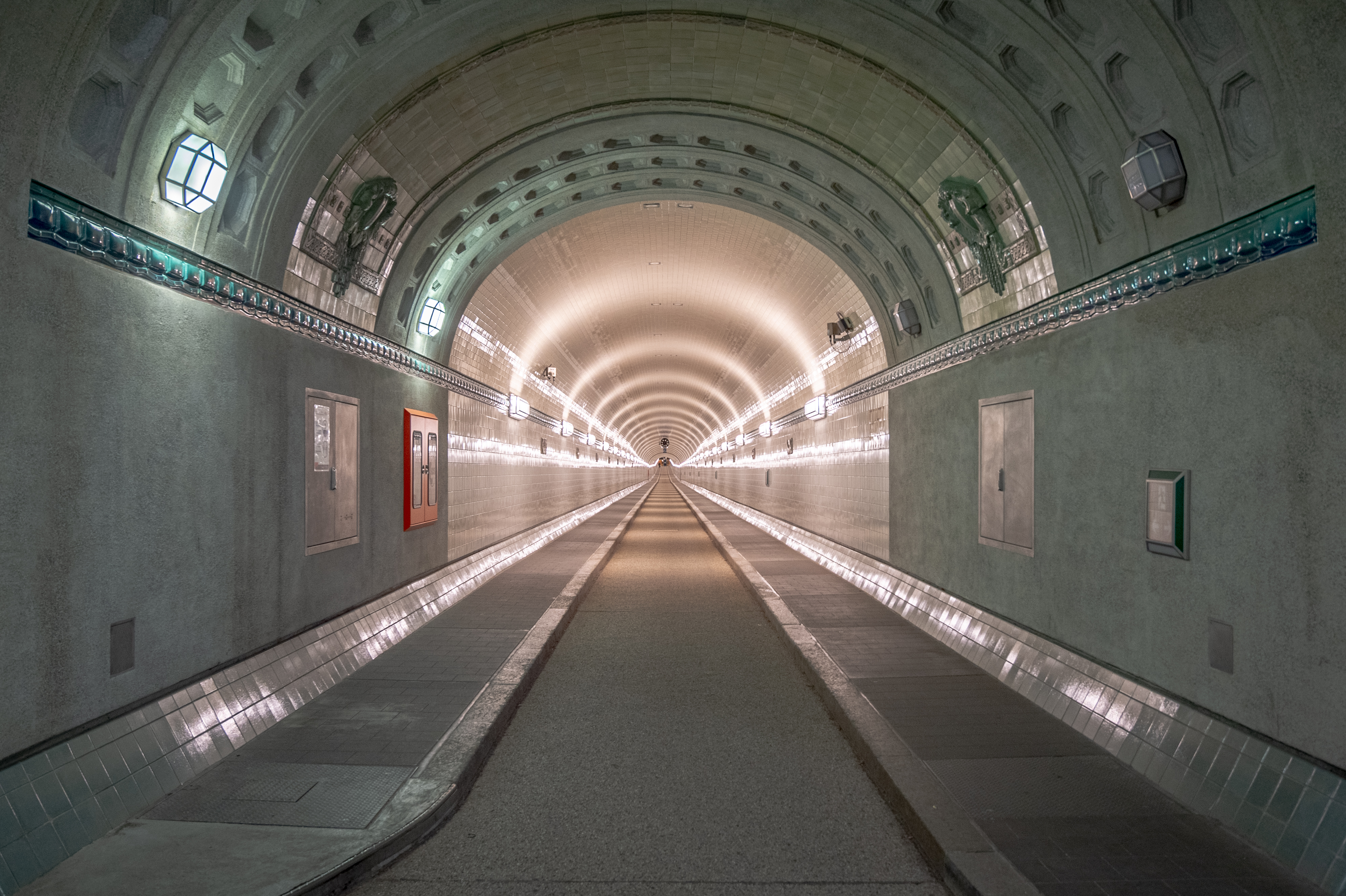
L'entrée nord-est du vieux tunnel, tôt le matin. Février 2022.

Ce tunnel porte le nom de « vieux tunnel » car un nouveau fut réalisé à côté et inauguré en 1975.
Il relie le centre-ville de Hambourg aux docks et aux chantiers navals du port.
Quatre énormes ascenseurs de part et d'autre du tunnel permettent aux piétons et aux voitures d'y accéder. Ils sont toujours opérationnels mais insuffisants pour le trafic actuel. Aussi fut-il décidé de réaliser, dans la seconde moitié des années 1960, un nouveau tunnel plus large et plus long avec accès direct par la route, surnommé Nouveau tunnel sous l'Elbe. 

## Données techniques
- Ce tunnel mesure 426 mètres de long.
- Il se trouve à 24 mètres sous la surface de la terre.
- Il est composé de deux galeries de 6 mètres de large chacune.
- Il était initialement ouvert et payant pour les véhicules motorisés, et gratuit pour les vélos et piétons. Depuis juin 2019, il est restreint aux piétons et cyclistes pour lesquels il est toujours gratuit et aux véhicules de secours[1].
- Il est accessible par deux pavillons de part et d'autre du fleuve, abritant chacun quatre ascenseurs à véhicules et deux escaliers d'accès.

## Difficultés rencontrées
La construction du tunnel fut difficile car beaucoup d'ouvriers travaillèrent sous l'eau avec la pression environnante. Il y eut de multiples cas d'accident de décompression qui provoquèrent la mort de trois ouvriers, provoquant des séquelles sévères chez 74 autres et 600 cas légers furent enregistrés parmi 4 400 travailleurs.

## Décoration intérieure
Des sculptures en majolique décorent les murs des galeries souterraines. Elles ont pour thème principal, la faune aquatique, des bords de mer et divers mammifères.

## Quelques vues des sculptures en majolique

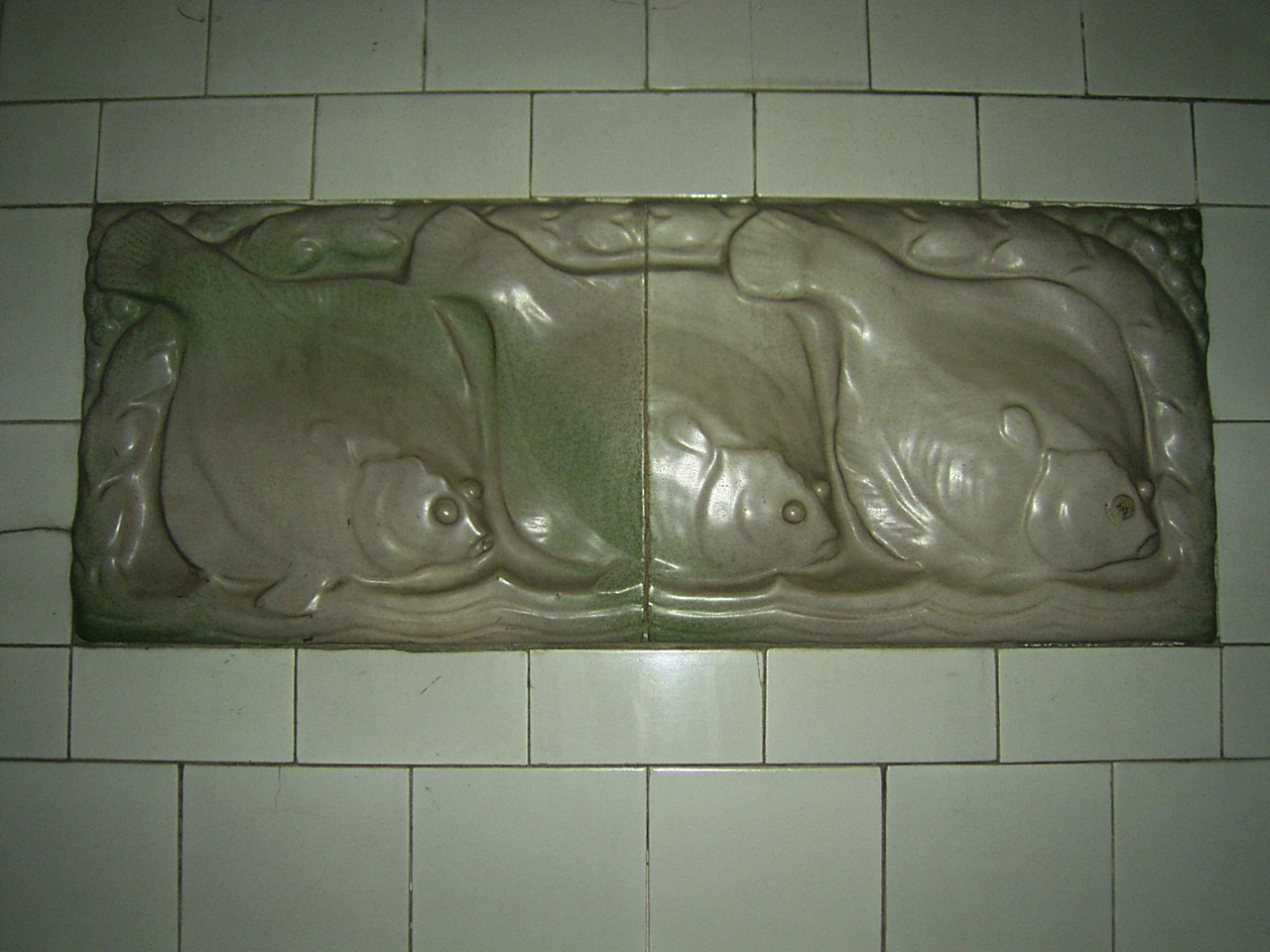
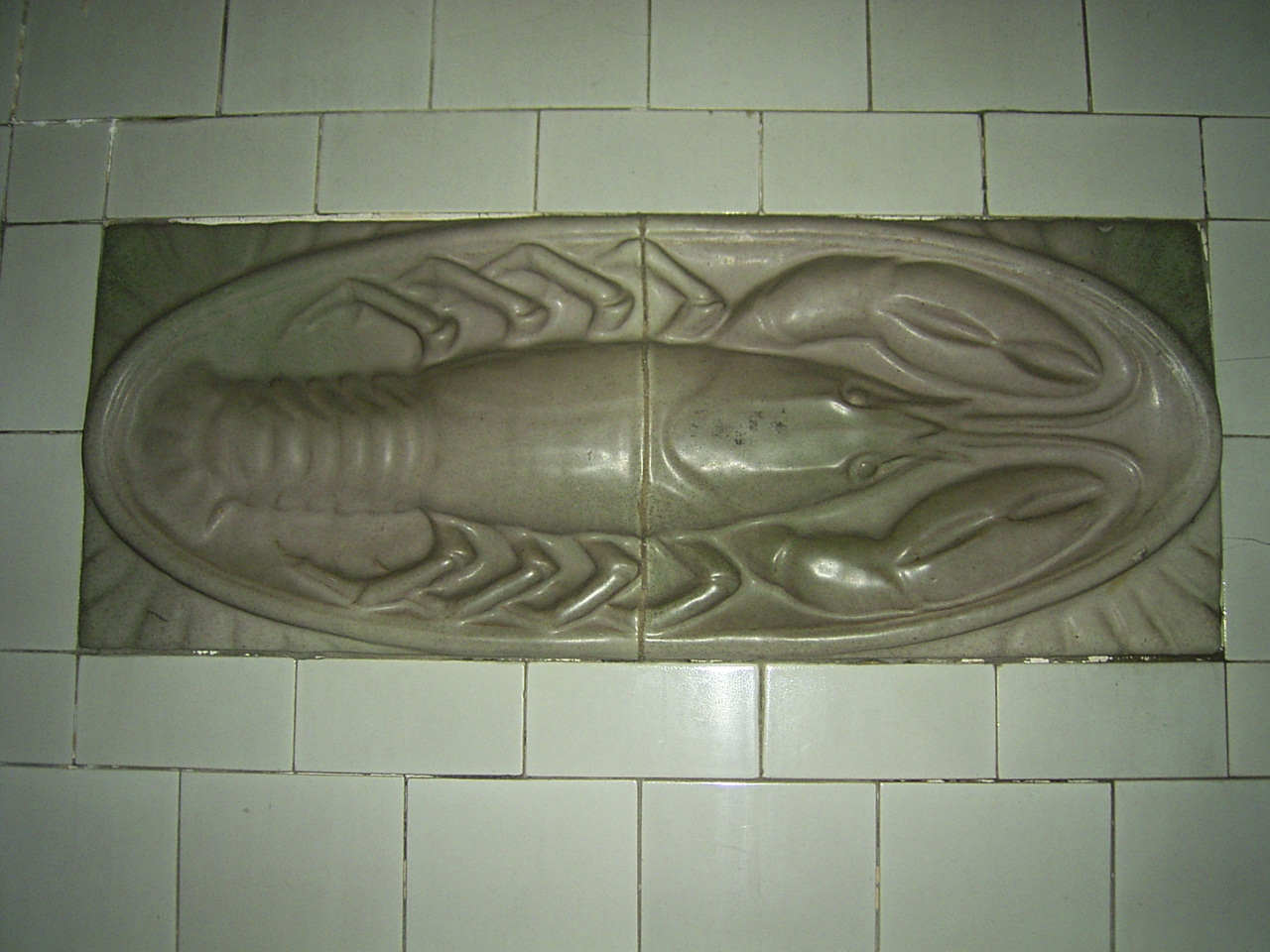
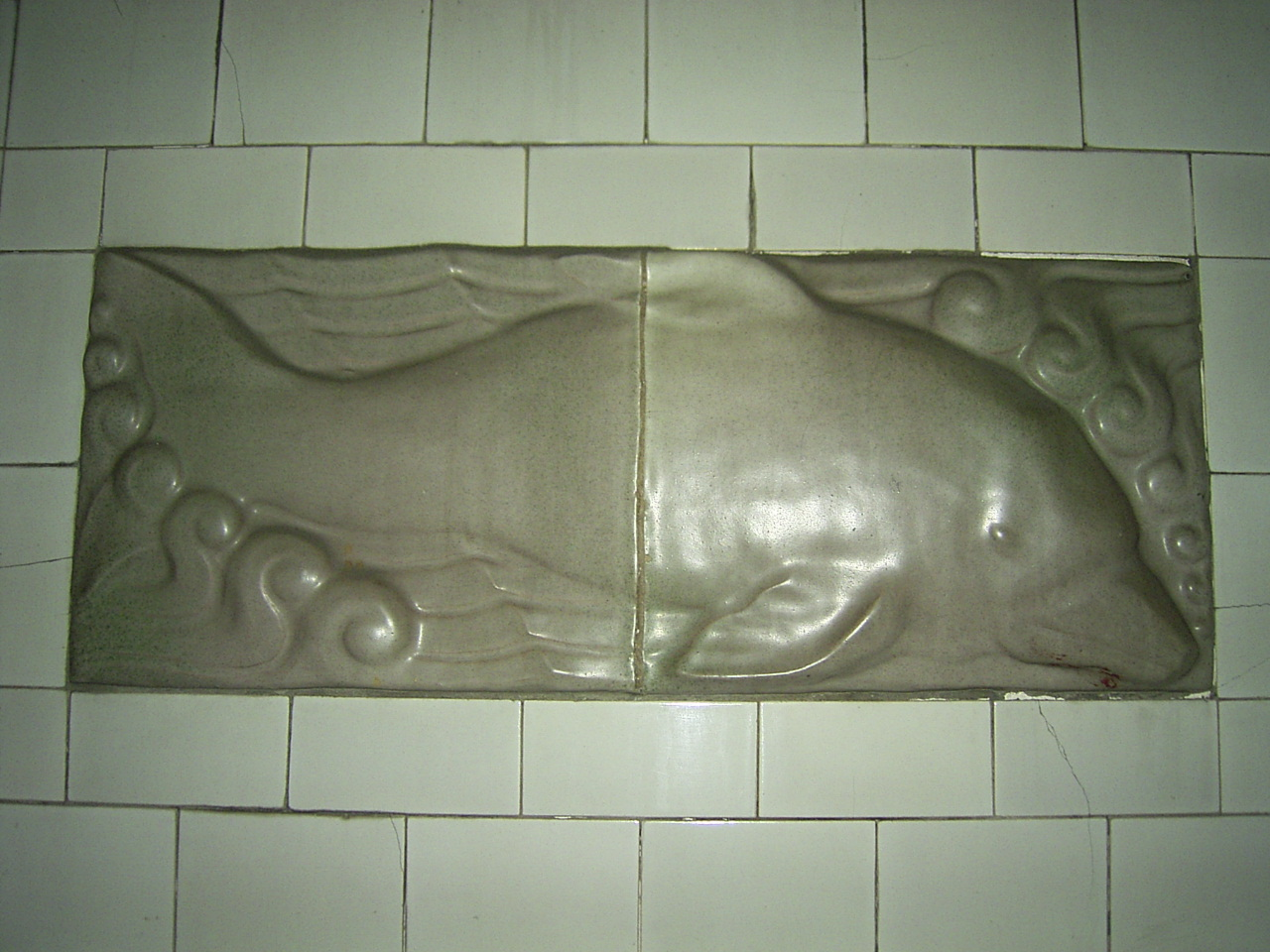
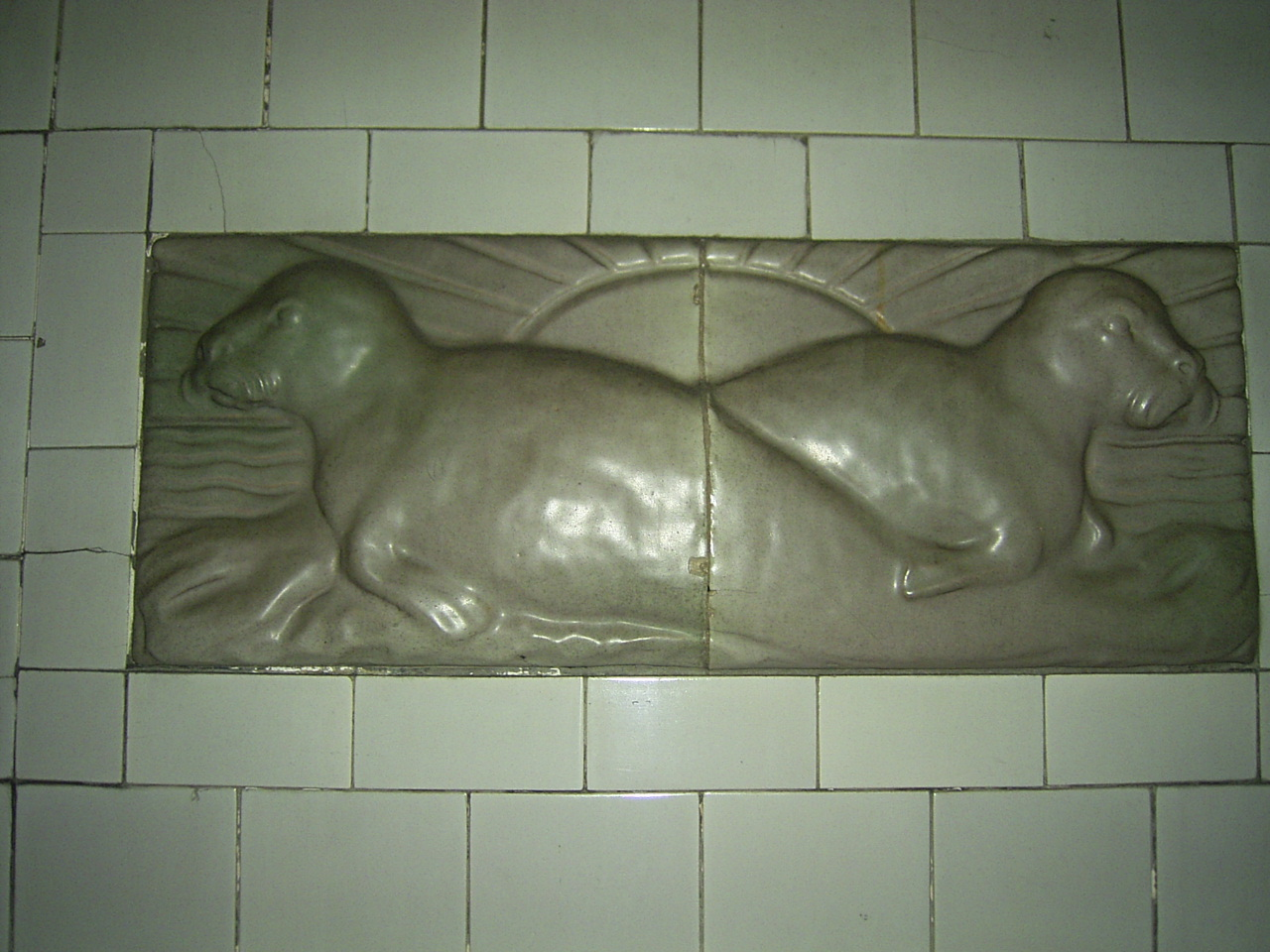